# Tribunal de familia (Guatemala)
Los Tribunales de Familia tienen jurisdicción privativa para conocer en todos los asuntos relativos a la familia. Su fundamento legal se encuentra en el Decreto Ley 206, Ley de los Tribunales de Familia.

## Jurisdicción y Competencia
Les corresponden a la jurisdicción de los tribunales de familia los asuntos y controversias cualquiera que sea la cuantía, relacionados con alimentos, paternidad y filiación, unión de hecho, patria potestad, tutela, adopción, protección de las personas, reconocimiento de preñez y parto, divorcio y separación, nulidad de matrimonio, cese de la unión de hecho y patrimonio familiar.

## Organización e Integración
Los Tribunales de Familia se organizan e integran de la siguiente manera:

### Corte de Apelaciones
La Sala de la Corte de Apelaciones de Familia, es la que conoce en segunda instancia de las resoluciones de los Juzgados de Familia.

### Juzgados de Familia
Los juzgados de familia que conocen de los asuntos en materia familiar de primera instancia.
Velar por la integridad de los menores en una familia en conflicto.

### Juzgados de Primera Instancia
Los jueces de primera instancia de lo civil en los departamentos en donde no funcionen juzgados de familia ejercen la jurisdicción privativa de familia.

### Juzgados de Paz
Los jueces de paz conocerán en Primera Instancia, los asuntos de la familia de menor e ínfima cuantía, salvo que los interesados acudan directamente a aquellos en los municipios donde no haya tribunales de familia ni juez de Primera Instancia de lo civil.